# Claes Kronberg
Claes Kronberg (Lolland, Dinamarca, 17 de abril de 1987) es un futbolista danés. Juega de defensor y su equipo actual es el Tromsø IL de la Tippeligaen.

## Clubes
| Club         | País      | Año           | PJ  | Goles |
| ------------ | --------- | ------------- | --- | ----- |
| Nykøbing FA  | Dinamarca | 2004 - 2006   |     |       |
| Lolland FA   | Dinamarca | 2006-2011     |     |       |
| Sarpsborg 08 | Noruega   | 2011-2015     | 116 | 7     |
| Tromsø IL    | Noruega   | 2016-presente | 45  | 1     |